# Revelation of the Daleks
Revelation of the Daleks (La Révélation des Daleks) est le cent-quarante-deuxième épisode de la première série de la série télévisée britannique de science-fiction Doctor Who. Il fut originellement diffusé sur la chaîne BBC One en deux parties les 23 et 30 mars 1985.

## Accroche
Le Docteur et Peri arrivent sur la planète Necros afin d'assister aux funérailles du Professeur Stengos. Sur place, ils découvrent que leur ennemi, Davros se fait passer pour le "grand guérisseur" et dirige un lieu où les malades sont entreposés en attente qu'on trouve un remède à leur maladie. Celui-ci se sert des malades afin de les transformer en des Daleks qui seraient loyaux envers lui.

## Distribution
- Colin Baker — Le Docteur
- Nicola Bryant —  Peri Brown
- Terry Molloy — Davros
- Eleanor Bron — Kara
- Hugh Walters — Vogel
- Clive Swift — Jobel
- Jenny Tomasin — Tasambeker
- Trevor Cooper — Takis
- Colin Spaull — Lilt
- Alexei Sayle — Le DJ
- William Gaunt — Orcini
- John Ogwen — Bostock
- Stephen Flynn — Grigory
- Bridget Lynch-Blosse — Natasha
- Alec Linstead — Stengos
- Penelope Lee — Voix de l'ordinateur
- John Scott Martin, Cy Town, Tony Starr, Toby Byrne — Les Daleks
- Royce Mills, Roy Skelton — Voix des Daleks
- Ken Barker — Le Mutant

## Résumé
Le TARDIS atterrit sur Necros où se trouve la maison funéraire du Repos Tranquille afin d'assister à l'enterrement du professeur Arthur Stengos. En chemin, le Docteur est attaqué par un mutant que Peri blesse mortellement sans le vouloir. Avant de mourir, le mutant dit au Docteur qu'il a été utilisé comme cobaye d'une expérience génétique du "Grand Guérisseur", ce qui a causé son apparence et son comportement violent.
Pendant ce temps à la maison du Repos Tranquille, un couple, Natasha et Grigory, entre illégalement afin de retrouver le corps du père de Natasha, Arthur Stengos. Ils traversent des couloirs où l'on peut entendre un disc-jockey chargé d'animer les journées des personnes en animation suspendue. Natasha et Grigory s'aperçoivent que Stengos n'est pas dans son caisson, et découvrent alors une salle remplis de cerveaux reliées à des fils et d'autres expérimentations étranges. Grigory passe devant un Dalek de verre avec une créature mutante rouge à l'intérieur. Natasha réalise qu'il s'agit de la tête de son père, que l'on tente de transformer en Dalek. Stengos a encore des souvenirs de sa vie humaine, et supplie Natasha de le tuer avant qu'il ne se transforme complètement, ce qu'elle accepte de faire. Avant cela, il lui explique que le "Grand Guérisseur" fait des expériences sur tous les patients pour créer une armée de Daleks. Après avoir achevé Stengos, Natasha et Grigory sont arrêtés par le personnel et enfermés.
Ailleurs, une industrielle nommée Kara dirige une compagnie distribuant des aliments dans toute la galaxie. Elle travaille en fait avec le "Grand Guérisseur", qui a créé les rations fabriquées par sa compagnie, et qui est en réalité Davros, qui a survécu au virus Movellan lors de sa précédente apparition, mais dont seule la tête semble avoir subsisté. Il demande à Kara d'énormes sommes pour financer ses expériences, ce qui la pousse à engager un assassin pour se débarrasser de lui. Elle choisit le mercenaire renommé Orcini, secondé de son valet Bostock, et lui confie un appareil qu'il doit activer après être entré dans le repaire de Davros. Orcini est un chevalier de l'Ordre d'Oberon, et accepte le contrat pour l'honneur de tuer Davros.
Pendant ce temps, le Docteur et Peri arrivent au Repos Tranquille, et le Docteur est choqué de voir une grande pierre tombale à son effigie, mais la pierre s'effondre soudainement et le Docteur manque de peu d'être écrasé. Il comprend qu'on l'a attiré dans un piège et demande des informations au directeur du centre, Jobel, et son assistante Tasambeker.
L'attention de Peri est attirée par le DJ, et le Docteur l'autorise à aller le voir. Au même moment, Orcini et Bostock s'introduisent dans le Repos Tranquille, Davros comprend alors que Kara le trahit. Il envoie immédiatement ses Daleks la capturer, ils s'exécutent en tuant au passage Vogel, le secrétaire de Kara. Le Docteur est quant à lui capturé par les Daleks de Davros, qui a reconnu son ennemi malgré sa régénération, et qui manipule au passage Tasambeker pour qu'elle tue Jobel, avant de l'éliminer elle-même via ses Daleks. Le Docteur est enfermé avec Natasha et Grigory, mais Orcini les délivre afin de créer une diversion. Il pénètre ensuite avec Bostock dans la crypte de Davros, et les deux assassins détruisent la machine maintenant la tête de Davros en vie. Mais c'était un leurre, le vrai Davros, encore entier, se révèle à eux et ses Daleks les maîtrisent. Ils amènent ensuite Kara devant Orcini et la forcent à tout avouer: l'appareil qu'elle a donné à Orcini est une bombe, son plan était de faire exploser Orcini avec le repaire de Davros pour ne pas laisser de traces. Furieux, Orcini poignarde Kara.
Natasha et Grigory retournent dans le laboratoire pour le détruire, mais un Dalek les extermine tous les deux avant qu'ils n'y parviennent. Les Daleks attaquent ensuite Peri et le DJ, qui est tué en tentant de sauver Peri, qui est capturée. Le Docteur et Peri sont conduits devant Davros, qui explique ses plans au Docteur: il transforme les malades en Daleks qui lui sont loyaux, et utilise les cadavres pour fabriquer les aliments vendus par la compagnie de Kara pour financer ses recherches. Il a déjà créé une armée entière de Daleks, dont il est le maître, à l'inverse des Daleks de Skaro, restés fidèles au Dalek Suprême.
Ces derniers arrivent justement sur Necros, appelés par Takis, un membre du personnel. Ils veulent Davros vivant, combattent au passage ses Daleks, et ont le dessus. Davros voit sa main droite détruite durant le combat par Bostock, et tente de livrer aux Daleks de Skaro le Docteur, mais ils ne le reconnaissent pas, et emmènent Davros sur Skaro pour qu'il soit jugé. Bostock est tué par un Dalek après avoir détruit la main de Davros, et Orcini décide d'utiliser la bombe de Kara pour détruire l'armée de Daleks de Davros, et lui-même avec. Il demande au Docteur de faire part de son décès à l'Ordre d'Oberon, son sacrifice n'est pas vain: le vaisseau avec lequel les Daleks emmènent Davros sur Skaro décolle avant l'explosion, mais celle-ci détruit tous les Daleks que Davros a créés.
Avant de partir, le Docteur conseille au personnel du Repos Tranquille de changer de métier et de cultiver une herbe nutritive de Necros, pour remplacer les aliments fabriqués par Davros. Il quitte ensuite la planète avec Peri. Celle-ci lui demande leur nouvelle destination, mais le générique coupe les derniers mots du Docteur, empêchant les spectateurs d'entendre le nom du lieu.

### Continuité
- Pour la première fois dans la série on peut voir des Daleks léviter légèrement du sol. C'est la première fois aussi où l'on voit des humains devenir des Daleks, une chose qui reviendra dans la nouvelle série (« À la croisée des chemins » - « DGM : Dalek génétiquement modifié » ou « L’Asile des Daleks » )
- Le Dalek de verre apparaît dans le script original de l'épisode The Daleks de 1963 mais avait été retiré à cause de son coût estimé trop cher. Il était toutefois mentionné dans les adaptations en roman.
- Davros donne une explication sur la façon dont il a survécu à l'explosion du vaisseau à la fin de « Resurrection of the Daleks ». Toutefois, on ne trouve aucune mention au sujet du virus Movellan censé détruire les Daleks. La pièce audiophonique de Big Finish "Davros" explore une rencontre antérieure entre le Sixième docteur et Davros, et lie ainsi ces événements.
- Le Docteur explique qu'il a 900 ans. La dernière fois qu'il faisait mention de son âge était dans les épisodes du 4e Docteur où il affirmait avoir 750 ans, ce qui laisserait à penser qu'il s'est passé plus de 150 ans depuis.
- C'est l'un des rares épisodes où l'on voit le Docteur utiliser une arme à feu.
- La main droite de Davros est détruite à la fin de l'épisode. Dans « La Terre volée » on peut apercevoir qu'il a une main robotique.

## Production

### Écriture
À l'origine de cet épisode était l'idée de conclure la saison sur un épisode mettant en scène les Daleks après avoir démarré sur un épisode mettant en scène les Cybermen (« Attack of the Cybermen. ») L'idée était que le script-éditor (responsable des scénarios) Eric Saward en écrive les deux scénarios. Celui-ci ne pouvant écrire plus d'un épisode par saison pour respecter une restriction de la BBC, Attack of the Cybermen fut écrit sous le pseudonyme de sa petite amie de l'époque, Paula Wolsey et co-écrit par Ian Levine.
Après s'être intitulé brièvement "The End Of The Road" ("la fin du chemin") il est commissionné le 20 novembre 1984 sous son titre définitif de "Revelation of the Daleks." Saward s'inspire alors fortement d'une pièce d'Evelyn Waugh, Le Cher Disparu se déroulant dans un funérarium dirigé par un homme du nom de Joyboy et une femme secrètement amoureuse de lui. Saward transforme le nom de Joyboy en celui de Jobel et l'admiratrice devient Tasambeker, du nom d'un saint grec prié par les femmes souhaitant être fertiles.
C'est au cours de vacances à Rhodes qu'il trouve le nom d'une partie de ses personnages comme Lilt ou Orcini. Orcini et Bostock s'inspirent quant à eux de Don Quichotte et Sancho Panza. Dans les commentaires DVD, Saward affirme que contrairement à ce qu'on lui prête, il ne s'est pas inspiré du film de 1973 Soleil vert pour la transformation de cadavre en nourriture. N'aimant pas le costume du Docteur et le trouvant inapproprié pour un épisode dramatique, il décide de le changer par un costume bleu affirmant qu'il s'agit là de la couleur du deuil sur Necros.

### Casting
- Terry Molloy reprend le rôle de Davros qu'il avait déjà tenu dans « Resurrection of the Daleks. » C'est la première fois qu'un acteur ayant déjà joué Davros reprend le rôle.
- Eleanor Bron était apparue dans une courte scène de l'épisode de 1979 « City of Death » au côté de John Cleese[2].
- Colin Spaull réapparaîtra dans l'épisode du Dixième Docteur « Le Règne des Cybermen »
- Clive Swift jouera le rôle de Mr Copper dans l'épisode du Dixième Docteur « Une croisière autour de la Terre »
- Trevor Cooper reviendra dans un petit rôle dans l'épisode de 2014 « Robot des Bois »

### Tournage
Le réalisateur choisi pour tourner l'épisode fut Graeme Harper qui avait réalisé « The Caves of Androzani » l'année passée. S'il s'agit de son dernier épisode pour la série classique de Doctor Who, il finira par réaliser « Le Règne des Cybermen » vingt ans plus tard.
Le tournage débute par les scènes en extérieur les 7 et 8 janvier 1985 dans le Hampshire, suivie par des prises de vues le lendemain à Portsmouth près des bâtiments de l'entreprise IBM permettant de simuler la maison du Repos Tranquille. Le tournage en extérieur fut bouclé le 10 janvier par un tournage à Tangmere dans le Sussex de l'ouest. C'est la dernière fois dans la série que les scènes en extérieur sont enregistrées sur des bobines de film.
La première session de tournage en studio eut lieu les 17 et 18 janvier 1985 au studio 1 du centre télévisuel de la BBC suivie par une seconde session de tournage du 30 janvier au 1er février 1985 au studio 8. Lors du début de cette seconde session, une partie du tournage fut consacrée à compléter le tournage de l'épisode précédent.

### Post-production
L'épisode utilise de nombreux standard du rock, comme :
- Good Vibrations du groupe The Surfers (des imitateurs des Beach Boys.)
- Whiter Shade Of Pale de Procol Harum
- Hound Dog par Elvis Presley
- Blue Suede Shoes par le même Elvis Presley
- In The Mood par Ted Heath Orchestra
- Fire par The Jimi Hendrix Experience.

C'est le dernier épisode à utiliser les arrangements de Peter Howell du thème de la série dans le générique.
Le 21 février, lors de la post-production de l'épisode, Eric Saward et le producteur de la série, John Nathan-Turner reçoivent un coup de fil (de Robert Holmes ainsi que d'un fan de la série) leur expliquant que des bruits de couloirs laissent entendre que la série va être supprimé. Quatre jours plus tard, à son retour d'une convention aux États-Unis, Natan-Turner apprend de la bouche du chef du département fiction de la BBC, Jonathan Powell que la saison 23 devra être mise en hiatus et que les épisodes prévus devaient être changés.
Ainsi, le Docteur devait finir sa phrase en annonçant qu'ils se rendaient à Blackpool, où devait avoir lieu The Nightmare Fair un épisode scénarisé par l'ancien producteur de la série, Graham Williams et qui voyait le retour du Fabricant de jeu céleste (apparu en 1966 dans « The Celestial Toymaker ») Face à cette annulation, l'épisode se termine par le générique coupant le dernier mot du Docteur. Cette histoire, ainsi que les autres de la saison 23 initialement prévue, a été adaptée par Big Finish sous la forme d'épisodes audios, à partir des scénarios d'origine et avec les acteurs de l'époque de retour dans leurs rôles.

## Diffusion et réception
| Épisode                                                                                 | Date de diffusion | Durée | Téléspectateurs en millions | Archives            |
| --------------------------------------------------------------------------------------- | ----------------- | ----- | --------------------------- | ------------------- |
| Épisode 1                                                                               | 23 mars 1985      | 44:31 | 7,4                         | Bandes couleurs PAL |
| Épisode 2                                                                               | 30 mars 1985      | 45:27 | 7,7                         | Bandes couleurs PAL |
| Diffusé en deux parties du 23 au 30 mars 1985, l'épisode fit un score d'audience moyen. |                   |       |                             |                     |

Originellement diffusé en deux parties de 45 minutes en Angleterre, cet épisode fut redécoupé en quatre parties pour certaines rediffusions en Australie et en Nouvelle-Zélande. C'est le dernier épisode à avoir été produit au format de 45 minutes avant « Rose » en 2005. Dès sa sortie, l'épisode fut décrié pour son côté violent, notamment par le fan club australien de Doctor Who qui pointera la scène où Jobel est poignardé à mort avec une seringue hypodermique comme de la violence gratuite.
L'épisode fut rediffusé en mars/avril 1993 lors des trente ans de la série afin de représenter les années Colin Baker.
Durant le hiatus entre la vingt-deuxième saison et la vingt-troisième saison, le Doctor Who Monthly publie des histoires du 6e Docteur en comic book scénarisées par Alan McKenzie et dessinées par John Ridgway. Il est accompagné de Frobisher, un compagnon n'existant que dans les comics et certaines pièces audiophoniques produites par Big Finish. Peri les rejoint à partir du mois de juillet

### Critiques
Dans le livre Doctor Who : The Discontinuity Guide (1995), Paul Cornell, Martin Day, et Keith Topping donnent un avis positif sur l'épisode dont ils trouvent qu'il "semble merveilleux et dont l'histoire est consistante et va jusqu'au bout de ses idées." Ils apprécient les prestations de William Gaunt et d'Alexei Sayle, ainsi que la façon dont le Docteur "est joué comme Docteur avec toute sa propension à la compassion.". Les auteurs de Doctor Who : The Television Companion (1998) ont eux aussi un avis positif sur cet épisode, saluant le jeu des acteurs secondaires et rappelant les avis positifs de l'époque. Ils retiennent que certains spectateurs n'aimaient pas vraiment que le Docteur et Peri soient secondaires à l'intrigue ce qui donnait l'impression que l'épisode était lent.
En février 2012, Nash du site "That Guy with the Glasses" publie une critique vidéo de l'épisode dans lequel il se moque des aspects ridicules de l'épisode qu'il trouve pourtant "pas si mauvais que ça" expliquant bien aimer le jeu de certains acteurs et trouver les effets spéciaux assez solides pour l'époque. Il trouve cependant que certains acteurs sont mauvais, que le DJ est horripilant et que le Docteur ne fait pas grand chose dans l'histoire.
En 2012, Patrick Mulkern de Radio Times salue la réalisation de Graeme Harper et qualifie l'épisode de "scénario le mieux accompli d'Eric Saward" même s'il trouve qu'il y a des problèmes structurels. Il relève aussi le nombre de passages horrifiques présent dans l'épisode.
Christopher Bahn, dans une critique sur le site The A.V. Club décrit l'épisode comme étant un étant "une pénibilité sombre et dépressive" et affirmant que "Saward n'est pas un assez bon écrivain pour pousser l'épisode à fond, n'arrivant pas à amener des dialogues intelligents, restant inintelligible et étant hostile à l'idée que quiconque doit pouvoir trouver un amusement devant Doctor Who. Il trouve que les intrigues secondaires ne tiennent pas si bien et que les idées initiales ne sont pas exploités à fond. Toutefois, il apprécie le jeu de Terry Molloy en Davros ainsi que le passage ou Arthur Stengos est transformé en Dalek. Pour le site DVD Talk Stuart Galbraith n'est pas non plus très positif. Il donne à l'épisode la note de 2,5 sur 5, trouvant l'humour noir déplacé et critiquant le fait que Davros et le Docteur sont en décalage avec le final de l'épisode.

## Novélisation
Il s'agit d'un des rares épisodes de la série classique à ne pas avoir fait l'objet d'une novelisation, à la suite d'un désaccord entre Eric Saward et la famille de Terry Nation, malgré une annonce de Virgin Books en 1990. En 1992, un groupe de fan néo-zélandais publiera pourtant une version roman non officielle de l'épisode.

## Éditions commerciales
L'épisode n'a jamais été édité en France, mais a connu plusieurs éditions au Royaume-Uni et dans les pays anglophones. Dans toutes ces éditions, le morceau Fire de Jimi Hendrix fut changé pour des raisons de droits.
- L'épisode est sorti en VHS en 1999 dans un coffret spécial "Daleks" avec l'épisode « Planet of the Daleks » et en 2001 dans un coffret nommé "The Davros Box" contenant tous les épisodes avec Davros.
- L'épisode fut édité en DVD le 11 juillet 2005. L'édition contient les commentaires audios de Nicola Bryant, Terry Molloy, Eric Saward et Graeme Harper. De plus il contient un documentaire sur la création de l'épisode, de nouveaux effets spéciaux, des scènes coupées, la bande originale et d'autres bonus[13].